# Марія Луїза Кальє
Марія Луїза Кальє (ісп. María Luisa Calle, 3 жовтня 1968) — колумбійська велогонщиця.
Бронзова призерка Олімпійських Ігор 2004 року в гонці за очками, учасниця 2000, 2008, 2012 років.
Переможниця Панамериканських ігор 2003 (індивідуальна гонка переслідування), 2007 (індивідуальна гонка переслідування), 2011 (роздільна гонка) років, срібна призерка 1999 (індивідуальна гонка переслідування), 2007 (гонка за очками) років, бронзова призерка 1999 (гонка за очками) 2011 (командна гонка переслідування) років.
Переможниця Ігор Центральної Америки і Карибського басейну 1998 (індивідуальна гонка переслідування на 3000 м), 2002 (індивідуальна гонка переслідування на 3000 м), 2006 (індивідуальна гонка переслідування на 3000 м), 2006 (роздільна гонка), 2014 (роздільна гонка) років.
Переможниця Південнамериканських ігор 2010 року в роздільній гонці, бронзова призерка 2010 року в груповій шосейні гонці.
Чемпіонка світу з трекових велоперегонів 2006 року в скретчі, срібна призерка 2007 року в скретчі.